# Губинское восстание (1920)
Губинское восстание — восстание против советской оккупации, произошедшее в 1920 году в Губе. Восстанием, длившимся около 3 недель, руководили Хамдулла эфенди Эфендизаде, Гачаг Маил и офицер армии АДР Эфендиев. Для подавления восстания в регион были командированы Алигейдар Гараев и Леван Гогоберидзе. После длившихся неделями неравных боёв повстанцы потерпели поражение. Во время подавления восстания большевиками были сожжены несколько деревень и убиты 400—500 крестьян.

## Начало восстания
23 августа население деревни Кузун Губинского уезда подняло вооружённое восстание под имамством Мусхаб-Али Кузунви.Повстанцы убили двух милиционеров и заявили о неповиновении новой власти. Для предотвращения мятежа уездный комитет направил в село отряд численностью 45 человек (30 всадников, 15 пехотинцев) из 4-го конного полка. Но отряд не сумел выполнить поставленную перед ним задачу и понёс много жертв. Спаслись лишь 6 человек. Военный комиссар Губы для восстановления советской власти в селе Кузун выслал туда взвод солдат и пулемётчика. 26 августа между мятежниками и силами советской власти произошёл новый бой. Население деревни и на этот раз оказало серьёзное сопротивление.
29 августа в 4 верстах от Губы произошёл очередной бой. Советский отряд из 100 человек понёс значительные потери. В конце августа — начале сентября повстанцы уже сформировали вооружённый отряд. В отряде, которым руководил подполковник армии АДР Хамдулла эфенди Эфендизаде, были и турецкие офицеры. Повстанцы завладели значительным количеством пулемётов и ружей. 3 сентября в 7 часов утра они предприняли атаку на Девечи-Хачмаз. Им противостоял 7-й конный отряд. После напряжённого боя советско-большевицкие бойцы смогли сохранить свои позиции. Вместе с тем, 4 бойца было убито, захвачено 4 пулемёта «Льюис». Около Хачмаза
также стоял бронепоезд большевиков. Повстанцы разместились на позициях, куда выстрелы пушек с бронепоезда не достигали. Из разведданных стало известно, что в окрестностях станции Чярхи также сформирован вооружённый отряд из местного населения, не согласного с новым режимом.
Одним из сильных отрядов на территории Губы руководил бывший депутат парламент АДР Хамдулла эфенди Эфендизаде. Его родной брат Шамсаддин Эфенди, турецкий офицер Исмаил Али Эфенди, Саттар Эфендиев, офицер национальной армии Шукюр бек также возглавляли восстание

## Подавление восстания
Взрывоопасная для советского режима ситуация была серьёзно обсуждена на пленуме Центрального комитета Коммунистической партии Азербайджана 9 сентября 1920 года. Для подавления восстания пленум постановил отправить в Губу Алигейдара Гараева и Левана Гогоберидзе, а Газанфара Мусабекова назначить чрезвычайным комиссаром Губинского уезда.
11 сентября 1920 года Газанфар Мусабеков обратился к населению Губинского уезда. В обращении говорилось о восстании в уезде под предводительством Хамдуллы эфенди и Маила и его подавлении. В целях недопущения расширения восстания Мусабеков от имени советской власти объявил амнистию для населения, участвовавшего в мятеже, и призвал сдать оружие. Он также заявил, что новые попытки поднять восстание против советской власти будут беспощадно подавлены. В целях сбора имеющегося у населения оружия и предотвращения новых восстаний представители советской власти в Губе и XI Красной армии также обратились к населению Губы. В этом обращении население призывали не верить пропаганде против большевиков, не присоединяться к бекам и ханам, занявшим антисоветскую позицию, сдать имеющееся оружие представителям власти
Губинское восстание, в котором приняли участие 5-6 тысяч человек, было жестоко подавлено в сентябре. В результате операций, проведённых под руководством Алигейдара Гараева и Левана Гогоберидзе, было убито 400-500 крестьян. Некоторые сёла сгорели в результате обстрела снарядами. Руководитель одного из крупных вооружённых повстанческих отрядов Хамдулла Эфенди отступил в высокогорные сёла, граничащие с Шемахой. Восставшие деревни перешли под контроль большевиков.